# ロシア連邦軍参謀本部
参謀本部（さんぼうほんぶ、ロシア語: Генеральный  штаб、略称：ГенштабまたはГШ、英語: General Staff）は、ロシア連邦軍の軍令機関。参謀総長は、国防省第一次官を兼任する。戦時には、ロシア連邦軍以外の軍事組織の活動の調整も実施する。
正式名称はロシア連邦軍参謀本部（ロシアれんぽうぐんさんぼうほんぶ、ロシア語: Генеральный штаб Вооружённых сил Российской Федерации、英語: General Staff of the Armed Forces of the Russian Federation）。

## 機構

### 部局
- 作戦総局（ロシア語版）
- 情報総局（GRU）
- 組織・動員総局（ロシア語版）
- 通信総局[1]
- 電子戦部長局[2]
- 軍事測量局
- 無人航空機総局[3]
- 第8局（ロシア語版）

### センター
- 国防管理センター（NDMC）

- 軍事戦略研究センター

### 部隊
- 軍楽隊（ロシア語版）
- 特殊作戦軍

### 教育機関
- 参謀本部軍事アカデミー - 将官候補者の教育を行う。

## 歴代参謀総長
| 代   | 氏名                       | 階級     | 在任期間               | 出身校                                      | 前職                     |
| ---- | -------------------------- | -------- | ---------------------- | ------------------------------------------- | ------------------------ |
| 1    | ヴィクトル・ドゥブィニン   | 大将     | 1992.6-1992.11.22      | ブラゴヴェシチェンスク 戦争指揮高等士官学校 | 北部集団軍司令官         |
| 2    | ミハイル・コレスニコフ     | 大将     | 1992.12.23.-1996.10.18 |                                             |                          |
| 3    | ヴィクトル・サムソノフ     | 上級大将 | 1996.10.18-1997.5.22   | 極東一般兵科高等指揮士官学校                |                          |
| 代行 | アナトーリー・クワシュニン | 大将     | 1997.5.22-1997.6.19    | クルガン機械製造大学                        | 北カフカーズ軍管区司令官 |
| 4    | アナトーリー・クワシュニン | 上級大将 | 1997.6.19-2004.7.19    | クルガン機械製造大学                        | 参謀総長代行             |
| 5    | ユーリー・バルエフスキー   | 上級大将 | 2004.7.19-2008.6.3     | レニングラード高等諸兵科共通指揮学校        | 参謀次長                 |
| 6    | ニコライ・マカロフ         | 上級大将 | 2008.6.3-2012.11.9     | モスクワ高等諸兵科共通指揮学校              | 兵器部長/国防次官        |
| 7    | ワレリー・ゲラシモフ       | 上級大将 | 2012.11-               | カザン高等戦車指揮学校                      | 中央軍管区司令官         |